# Carska supruga Džin

Carska supruga Džin (1873. – 1924.), znana i kao carska plemenita supruga Duan-Kang, bila je konkubina kineskog cara Guangxua. Njezina mlađa sestra bila je carska supruga Zhen.

## Životopis
Džin je došla u Zabranjeni grad, palaču careva u Pekingu, 1888. zajedno sa svojom sestrom. Sljedeće je godine njoj dan naslov carske supruge. Car ju zapravo nije volio.
Tijekom bokserskog ustanka, dvor je pobjegao u grad Xi'an. Zaboravili su Džin, koja je ostala u palači, ali ju je jedan princ doveo k dvorjanima.
Nakon što se dvor vratio u Peking, carska je moć izgubila utjecaj. Car je umro 1908. Novim je carem postao Puji.
Džin je 1921. uvrijedila Pujijevu majku, Joulan, pa je ova počinila samoubojstvo. Pujija je ljutila Džin, ali je nakon smrti njegove majke postala bolja osoba.
Ona je uzor vidjela u carici Cixi. Ona je također odlučila da će Pujijeva carica biti Wan Rong.
Umrla je u palači 1924., prije nego što su izdali naredbu da dvor mora otići iz palače.